# Filialkirche Rottendorf

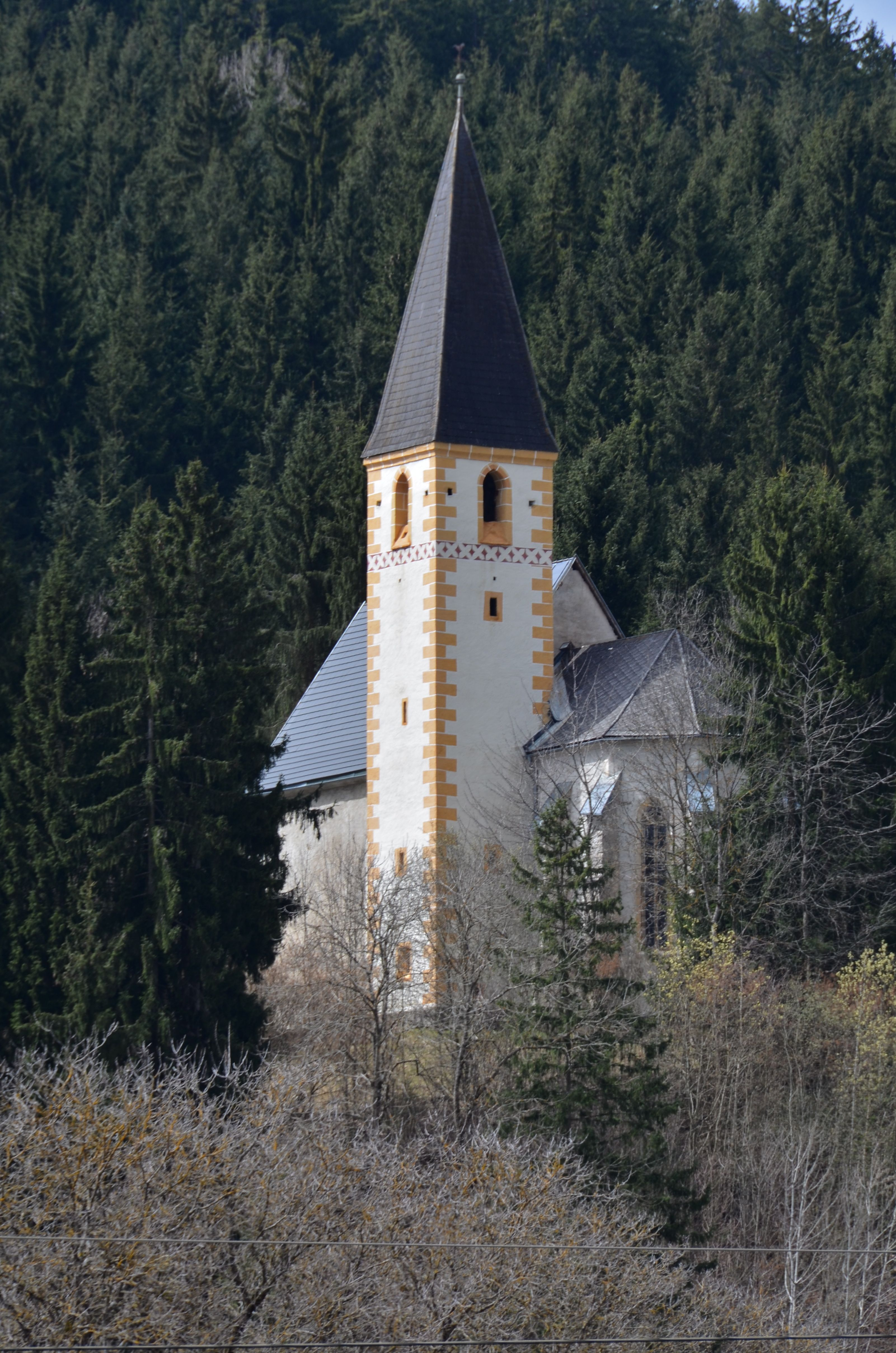

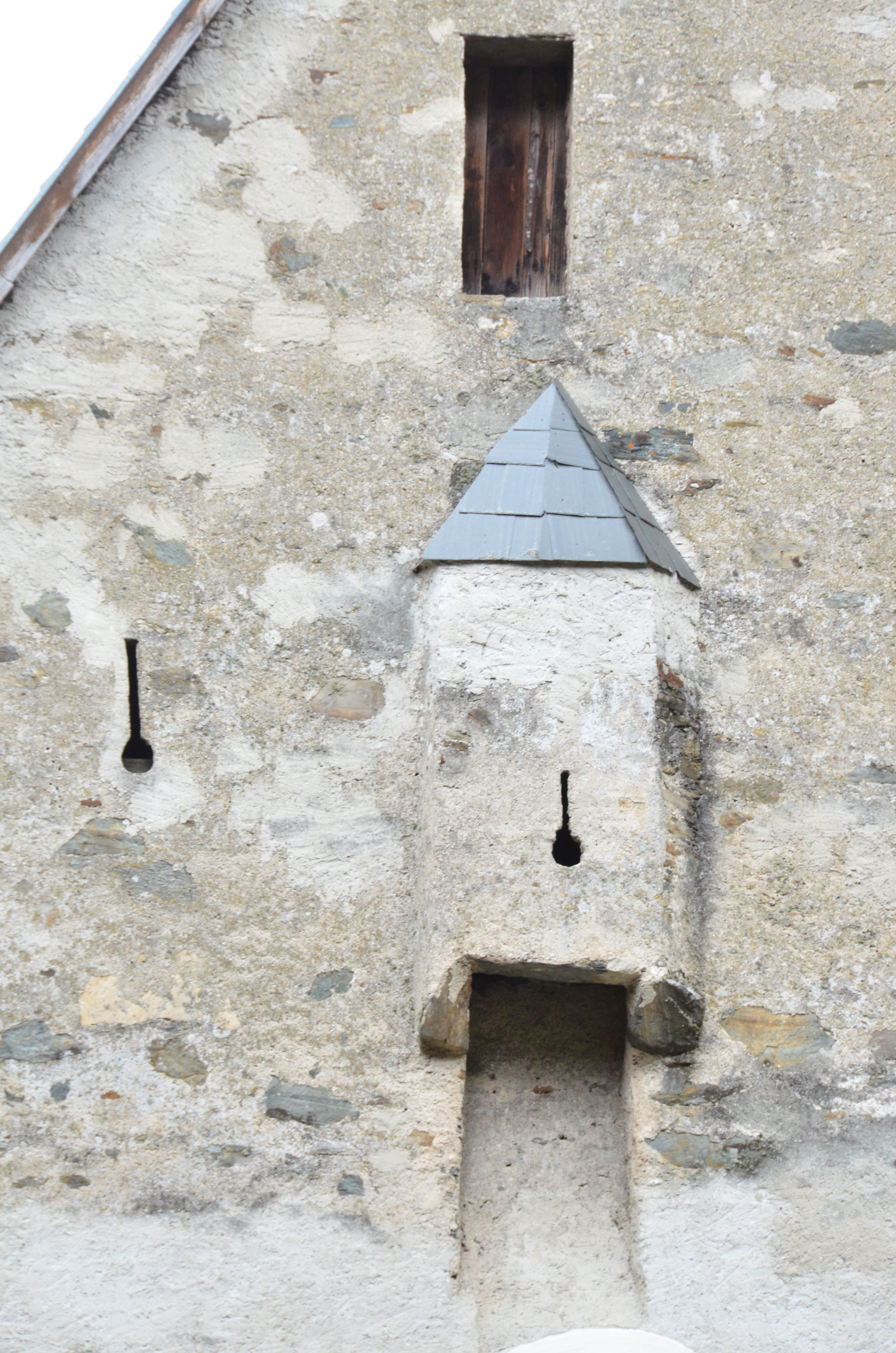
Gusserker

Die Filialkirche Rottendorf in der Gemeinde Feldkirchen ist den Heiligen Wolfgang und Magdalena geweiht und gehört zur Pfarre Feldkirchen. 1461 wird ein hölzernes Bethaus in Rottendorf erwähnt, die neu erbaute Filialkirche wird erstmals 1495 genannt.

## Baubeschreibung
Die ehemalige Wehrkirche weist nur am Langhaus und am Turm Befestigungseinrichtungen auf. Der fünfgeschoßige Turm im südlichen Chorwinkel besitzt spitzbogige Schallöffnungen und einem Pyramidenspitzhelm, der wie das Dach des Kirchenschiffes mit Eternit gedeckt ist. Eine Glocke im Turm goss 1644 David Polster. Der Chor mit polygonalem Schluss und zweiteiligen Fenstern mit originalem Fischblasenmaßwerk wird von dreifach gestuften Strebepfeilern gestützt. An der Westfassade finden sich ein Gusserker und Schlüssellochscharten. Das segmentbogige Fenster wurde modern ausgebaut. Man betritt die Kirche durch ein gotisches Segmentbogenportal mit profilierter Umrahmung.
Im ursprünglich flachgedeckten Langhaus wurde im 18./19. Jahrhundert ein spitzbogiges Tonnengewölbe mit Stichkappen eingebaut. Ein spitzbogiger gefaster Triumphbogen verbindet das Langhaus mit dem Chor. Im Winkel zum Langhaus ist das Mauerwerk des Turmes sichtbar. Im dreijochigen Chor mit Dreiachtelschluss ruht ein stark profiliertes Kreuzrippengewölbe auf Runddiensten mit polygonalen Kapitellen. Ein spitzbogiges gefastes Portal mit einer mit Bändern beschlagenen spätgotischen Tür führt in die kreuzgratgewölbten Sakristei im Turmerdgeschoß. Über dem Portal befindet sich der Zugang zu den kreuzgratgewölbten Wehranlagen. Weiters findet sich im Chor eine korbbogenartige Sakramentsnische.

## Einrichtung
Der Hochaltar von 1633 besteht aus einer Ädikula über kleinem Sockel und einem kleinen Aufsatz in Gestalt eines Rahmens mit ornamentaler Bekrönung. Das Mittelbild zeigt die Heiligen Wolfgang, Clemens, Antonius Abbas und Maria Magdalena. Das Aufsatzbild einer Marienkrönung wird von den Figuren der Heiligen Florian und wohl Antonius flankiert.
Am linken Seitenaltartisch steht eine um 1525 geschnitzte Maria Magdalena, die augsburgischen Einfluss zeigt. Über dem rechten Seitenaltartisch hängt ein Rundbild der Verkündigung Mariens aus dem späten 18. Jahrhundert. Die Kanzel entstand im letzten Viertel des 17. Jahrhunderts.
Zur weiteren Ausstattung der Kirche zählen ein Leinwandbild der Judith mit dem Haupt des Holofernes aus dem dritten Viertel des 18. Jahrhunderts, eine Statue der Maria Immaculata in Stoffkleidern sowie ein heiliger Florian aus dem 19. Jahrhundert.